# Zdenek Janda
Zdenek Janda (* 5. června 1953 Louny) je český malíř a grafik.

## Život a dílo
Od r. 1965 docházel do lounského ateliéru vedeného Zdeňkem Sýkorou. Jeho řádným profesorem na výtvarných studiích byl Vlastimil Květenský. V 70. letech se věnoval malbě kompozic "Ikarus" a serigrafii. Po odchodu do exilu v německém Mnichově pracoval ve filmových studiích a pokračuje v malířské tvorbě. Vystavoval v řadě německých galerií. Počátkem 90. let našel galerijní zastoupení v Taipei a jeho díla se v regionu jihovýchodní Asie těšila značnému úspěchu.
Obrazy a grafiky autora Zdenka Jandy jsou nabízeny galeriemi několika kontinentů a jsou zastoupena v řadě uměleckých sbírek celého světa.

## Vybrané výstavy
- Osaka, Kobe JPN
- Berlin, München, Rosenheim, Krumbach, Nürnberg, Düsseldorf BRD
- Buenos Aires ARG
- Zürich, Basel CH
- Chicago, Charlotte USA
- Singapore, Hongkong CHN
- Taipei, Kaoshong, Taoshung TWN
- Kiev UKR
- Praha, Příbram, Chomutov CZ
- Brusel B

## Některá ocenění
- Diploma Solene, ACCADEMIA INTERNAZIONALE dei SARRASTRIE
- UROPEAN MEDAL of Franz Kafka

## Spolupráce s režiséry a filmovými studii
- George T. Miller - Filmstudio Babelsberg
- Wolfgang Urchs - TC-Film - Mnichov
- Jürgen Egenolf/ Uwe-Peter Jeske - Köln
- Eugen Alexandrow - AGF Alexandrow & Glauert Filmproduktion - Berlin